# C.k.

Tzw. herb średni Cesarstwa Austrii z lat 1867–1915 z herbem Habsburgów (od lewej: lew Habsburgów, tarcza w kolorach flagi austriackiej i orły lotaryńskie) jako centralnym elementem.

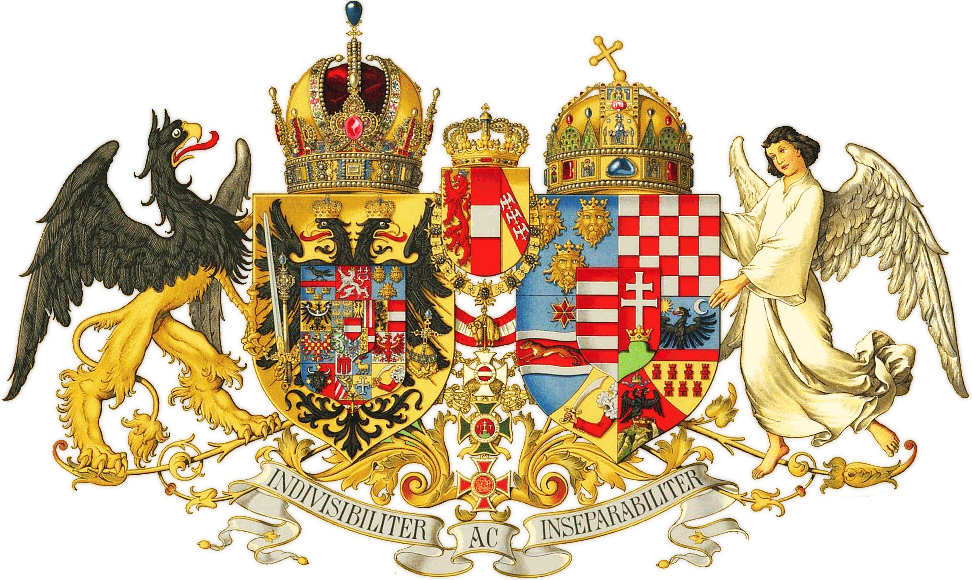
Herb średni Austro-Węgier z lat 1915–1918. Herb odzwierciedla istotę podwójnej monarchii austro-węgierskiej: unię personalną i unię realną.

c.k., ck, c. i k. (niem. k. u. k., kaiserlich und königlich, lub k.-k., kaiserlich-königlich, węg. cs. és kir., császári és királyi) – skrót od określeń cesarsko-królewski oraz cesarski i królewski; pochodzi od tytułu władcy Austro-Węgier, który był cesarzem Austrii i królem Węgier jednocześnie. W przypadku wspólnych instytucji obu państw (Ministerstwo Wojny, Ministerstwo Spraw Zagranicznych i placówki dyplomatyczne, Ministerstwo Finansów, wspólny bank centralny i marynarka handlowa) stosowany był skrót zapisywany po polsku w formie: c. i k., będącej dosłownym tłumaczeniem z niemieckiego k. u k. (cesarski i królewski), natomiast w przypadku instytucji austriackiej części monarchii (Przedlitawii), w tym Galicji, stosowano skrót c.k. (z niemieckiego k.k., cesarsko-królewski). Skróty te w niemieckiej wersji zapisywane są także bez kropek: kuk i kk.
Po poniesionych w XIX wieku klęskach, które spowodowały utratę przez Austrię posiadłości we Włoszech oraz kontroli nad Rzeszą niemiecką, nastąpiły reformy, w wyniku których powstała dualistyczna monarchia Austro-Węgierska. Jej części składowe miały autonomię, a Węgry samodzielnie decydowały o sprawach wewnętrznych (z wyjątkiem wojska, które mimo odrębności było całkowicie podporządkowane władzom austriackim).
Tak więc dla mieszkańców austriackiej części monarchii Habsburgów (Austria, Czechy, Galicja), tzw. Cislitawii (po polsku niekiedy Cyslitawii, od Leitha – granicznej rzeki Litawy), ówcześni władcy Franciszek Józef i Karol I byli cesarzami, zaś dla mieszkańców części węgierskiej, tzw. Zalitawii (po polsku niekiedy Translitawii – Węgry, w skład których wchodziła dzisiejsza Słowacja i Siedmiogród, a także autonomiczna Chorwacja) – królami. W sprawach dotyczących Cislitawii używano określenia K.-k. (po polsku c.k. – Kaiserlich-königlich, cesarz Austrii, król Czech, Galicji i Lodomerii), w sprawach Translitawii m.k. (magyar királyi) lub k.u. (königlich ungarisch, królewski węgierski), przy wspólnych instytucjach jak wyżej k.u.k.
Szydercy, jak Robert Musil, nazywali ten twór państwowy „Kakanien”, co kojarzy się z niemieckim słowem „Kacke” (pol. „Kupa” w znaczeniu fekaliów ludzkich). Również mieszkańcy Galicji, bombardowani nieustannie skrótem K.-k., ukuli żartobliwą nazwę Kakania.

## Skróty w innych językach
- chorwacki – c. kr. (carsko kraljevsko),  c. i kr. (carski i kraljevski)
- czeski – c. a k. (císařský a královský), c. k. (císařsko-královský)
- łacina – C. R. lub caes. reg., caesareus (et) regius
- słowacki – c. a k. (cisársky a kráľovský)[5], c. k. (cisársko-kráľovský)
- słoweński – c. kr. (cesarsko-kraljevi), c. in. kr. (cesarski in kraljevski)
- włoski – I. R. (Imperiale Regio)